# Puerto Iguazú
Puerto Iguazú (em português Porto Iguaçu) é uma cidade da província de Misiones, Argentina.
Localizada a 18 km da área das Cataratas do Iguaçu, a cidade faz parte de uma área urbana conhecida na região como Tríplice Fronteira, que engloba também a cidade brasileira de Foz do Iguaçu, no Estado do Paraná, e a cidade paraguaia de Cidade do Leste, do Departamento do Alto Paraná. É rica em beleza e variedades naturais.
Separada de suas vizinhas pelo Rio Paraná (de Cidade do Leste) e pelo Rio Iguaçu (de Foz do Iguaçu), Porto Iguaçu conecta-se com a última por meio da Ponte Internacional Tancredo Neves, que une as rodovias RN 12 e a BR-469.
A população de Puerto Iguazu, em 2010, era de 80 020 habitantes, de acordo com o ressenceamento. É a menor das cidades que compõem a tríplice fronteira.

## Economia

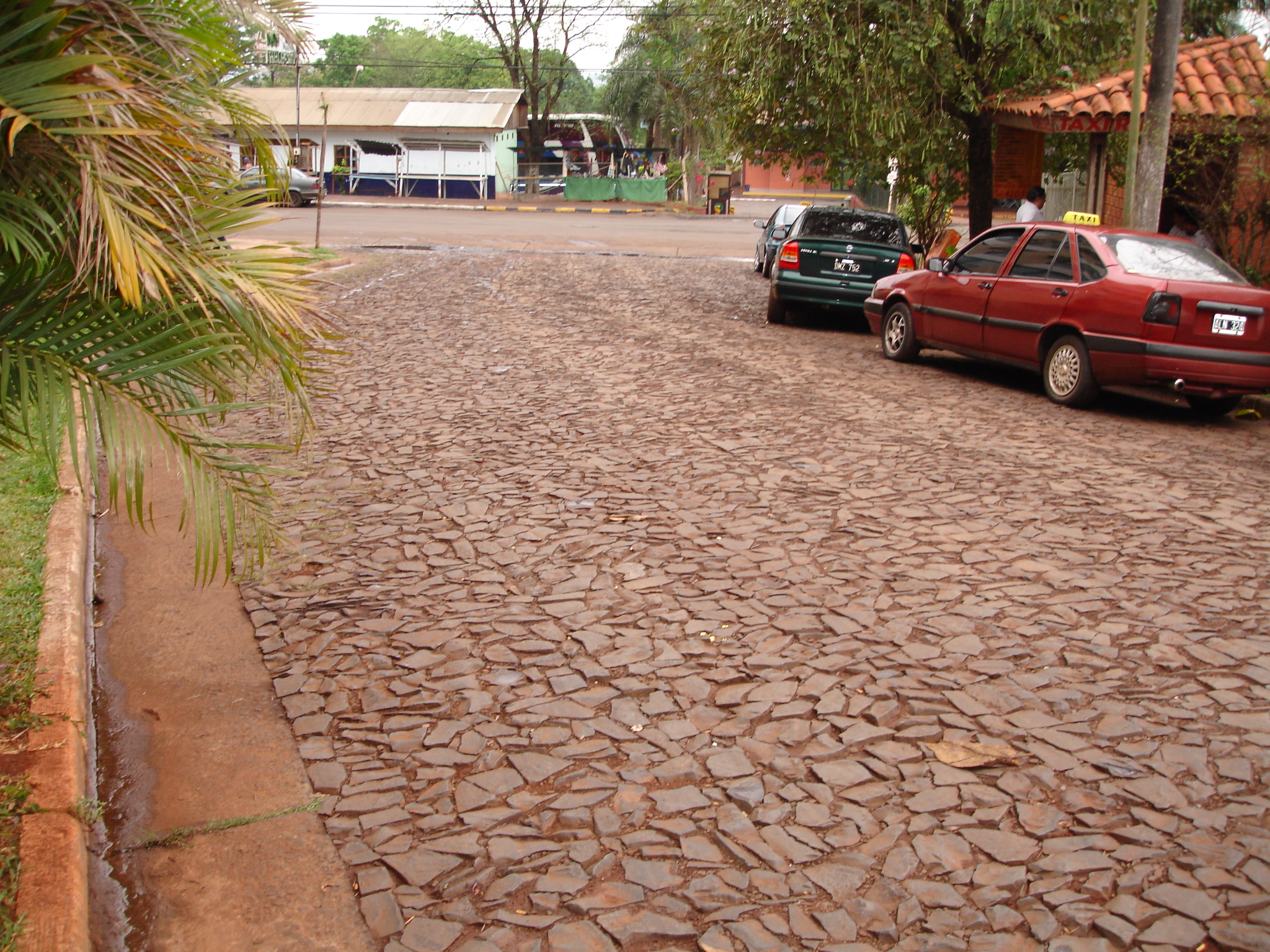
Uma tranquila rua de Puerto Iguazú.

O turismo é a principal atividade econômica, já que o comércio e a hotelaria também são as principais fonte de renda. Também chegou à cidade um grande número de hotéis internacionais (além dos já existentes) os quais estão construindo suas edificações às margens do Rio Iguaçu, junto a um campo de golfe, um albergue juvenil e cabanas para turistas (todos em construção). Esta zona compreende 600 ha, e se localiza a leste da Ponte Internacional Tancredo Neves.[carece de fontes?]
Alguns atrativos turísticos (além das Cataratas do Iguaçu) são o Icebar Iguazu, Bar de gelo temático localizado nesta cidade argentina, a feira artesanal, o complexo La Aripuca, o porto, o Museu de Imagens da selva, o Museu Mbororé, o Parque Natural Municipal Luis Honorio Rolón, o centro de reabilitação para aves Guira Oga e um cassino internacional, que faz parte de um hotel.
A cidade possui um centro comercial próximo à Ponte Internacional da Fraternidade, o Duty Free Shop. No centro há bancos, casas de câmbio, bares, cassinos, restaurantes, lojas de roupas, lojas de artigos de desporto, discotecas, pubs, confeitarias, etc.
Quanto ao alojamento, há hotéis de uma, duas, três, quatro e cinco estrelas; albergues; campings e cabanas.[carece de fontes?]

## Clima
O clima em Puerto Iguazú é quente e úmido, típico da selva, com temperaturas médias variando entre 15°C no inverno até 36°C no verão. Durante a temporada de verão (final de dezembro e início de março) o calor torna-se sufocante, especialmente na área das Cataratas, onde há maior concentração de umidade.[carece de fontes?]